# Miguel Ángel Rodríguez Jiménez
Miguel Ángel Rodríguez Jiménez   (San Juan de Aznalfarache, 10 de juny de 1970) conegut com a El Sevilla, és el líder i cantant dels Mojinos Escozíos. Amb els Mojinos Escozíos ha gravat un total de 13 discos, l'últim anomenat Mená Chatruá i ha participat en la gravació artistes com ara Rosendo Mercado, David de Maria, El Koala, King África o el Mägo de Oz. També ha col·laborat amb el programa radiofónic de RNE Afectos matinales amb els catalans Jordi Tuñón i Queralt Flotats.
Actualment treballa al programa Tú sí que vales de Telecinco com a presentador amb Christian Gálvez i d'humorista.

## Biografia
Va fundar els Mojinos Escozíos l'any 1994 i només dos anys després van gravar el seu primer disc titulat Mojinos Escozíos, es va fer famós, ja que va sortir a un programa de ràdio amb José Antonio Abellán i, també perquè sortien habitualment a la revista El Jueves.

## Discografia
- Mojinos Escozíos (1996)
- Demasiao perro pa trabajá, demasiao carvo pal rocanró (1998)
- En un cortijo grande el que es tonto se muere de hambre (2000)
- Las margaritas son flores del campo (2001)
- Más de 8 millones de discos vendidos (2002)
- Ópera Rock Triunfo (2003)
- Semos unos mostruos (2004)
- Con cuernos y a lo loco (2005)
- Diez años escozíos (2006)
- Pa pito el mío (2007)
- Los novios que las madres nunca quisieron para sus hijas y el novio que las hijas nunca quisieron para sus madres (2008)
- La leyenda de los hombres más guapos del mundo (2010)
- Mená Chatruá (2011)